# Lou Marsh (Schauspieler)
Lou Marsh (* als Louis Tascano) ist ein ehemaliger US-amerikanischer Schauspieler und Komiker.
Marsh war gemeinsam mit Tony Adams Mitglied des Comedypaares Marsh & Adams, die unter dem Namen The Comidiens Comics in Nachtclubs von Miami, aber auch auf Kreuzfahrtschiffen auftraten. Im Fernsehen trat Mash in jeweils drei Folgen der The Tonight Show und der The Jackie Gleason Show auf. Seinen Ruhestand verbringt er in Südflorida.

## Filmographie (Auswahl)
- 1970: Wie ich dich liebe? (How Do I Love Thee?)
- 1973: Der Boß läßt herzlich grüßen (The Godmothers)
- 1980: Alles in Handarbeit (Hardly Working)
- 1985: Die Miami Cops (Poliziotti dell’ottava strada)
- 1986: Aladin (Superfantagenio)